# Wilhelm von Linde
Simon Wilhelm Linde-Suden, seit 1909 von Linde-Suden, (* 7. August 1848 in Borby; † 10. September 1922 in Braunschweig) war ein preußischer General der Infanterie.

## Leben

### Militärkarriere
Linde besuchte das Realgymnasium in Rendsburg und trat am 1. April 1866 mit Aussicht auf Beförderung in das Schlesische Feldartillerie-Regiment Nr. 6 der Preußischen Armee ein. Mit dem Regiment nahm er im selben Jahr während des Deutschen Krieges bei der Mainarmee am Gefecht bei Roßbrunn sowie der Beschießung von Würzburg teil. Nach dem Friedensschluss wurde Linde am 15. Oktober 1866 Portepeefähnrich und am 9. November 1867 Sekondeleutnant. Im August 1869 wurde er zur weiteren Ausbildung an die Vereinigte Artillerie- und Ingenieurschule kommandiert. Mit Beginn des Krieges gegen Frankreich kam Linde 1870 als Adjutant zum Stab der 2. Fußabteilung und nahm an den Beschießungen von Pfalzburg und Toul sowie der Belagerung von Paris teil. Seine Leistungen wurden durch die Verleihung des Eisernen Kreuzes II. Klasse gewürdigt.
Nach Kriegsende absolvierte Linde vom 1. Oktober 1872 bis zum 26. Juli 1875 die Kriegsakademie und wurde zwischenzeitlich am 15. August 1874 unter Beförderung zum Premierleutnant in das Oberschlesische Feldartillerie-Regiment Nr. 21 nach Schweidnitz versetzt. Daran schloss sich am 18. Mai 1876 eine Kommandierung zur Dienstleistung beim Großen Generalstab an, die sich im Mai 1877 um ein Jahr verlängerte. Hier wurde Linde am 18. April 1878 zum Hauptmann befördert und in den Nebenetat versetzt. Am 7. April 1881 folgte seine Versetzung nach Magdeburg zum Generalstab des IV. Armee-Korps. Vom 14. Oktober 1882 bis zum 13. März 1885 war Linde im Generalstab der 31. Division in Straßburg tätig und versah anschließend Dienst als Kompaniechef im Oldenburgischen Infanterie-Regiment Nr. 91. Unter Überweisung zum Generalstab der 22. Division wurde er am 7. Januar 1886 in den Generalstab der Armee zurückversetzt. Dort am 20. Februar 1886 zum Major befördert, kam Linde am 14. Mai 1887 zum Generalstab des XI. Armee-Korps in Kassel. Mit der Versetzung in das 6. Badische Infanterie-Regiment „Kaiser Friedrich III.“ Nr. 114 kehrte er am 21. September 1889 in den Truppendienst zurück und wurde Kommandeur des III. Bataillons in Konstanz. Unter Beauftragung mit den Funktionen eines etatsmäßigen Stabsoffiziers folgte am 18. April 1891 seine Versetzung in das Infanterie-Regiment „Graf Kirchbach“ (1. Niederschlesisches) Nr. 46. Kurz darauf zum Oberstleutnant befördert, wurde Linde am 29. März 1892 zum Chef des Generalstabes des Gouvernements Metz ernannt. Ab 14. September 1893 fungierte er als Abteilungschef im Großen Generalstab, wurde am 14. Mai 1894 Oberst und als solcher am 19. März 1896 zum Kommandeur des Magdeburgischen Füsilier-Regiments Nr. 36 ernannt. Mit seiner Beförderung zum Generalmajor wurde Linde am 20. Juli 1897 Kommandeur der 14. Infanterie-Brigade in Düsseldorf. Diesen Großverband gab er am 3. Dezember 1900 ab und kommandierte als Generalleutnant bis zum 23. April 1904 die 4. Division in Bromberg. Anschließend wurde Linde zum Kommandierenden General des XI. Armee-Korps ernannt und in dieser Stellung am 22. Juni 1905 zum General der Infanterie befördert.
Am 24. September 1906 entband man ihn von seinem Kommando und ernannte ihn unter Versetzung zu den Offizieren à la suite der Armee zum Präsidenten des Reichsmilitärgerichts. Gleichzeitig fungierte Linde ab 9. Oktober 1906 auch als Bevollmächtigter zum Bundesrat. In Anerkennung seiner langjährigen Verdienste erhob Kaiser Wilhelm II. Linde am 27. Januar 1909 in den erblichen preußischen Adelsstand. Die Namensvermehrung „Linde-Suden“ erfolgte am 14. Oktober 1909. Am 7. April 1911 wurde er von seinem Dienstverhältnis entbunden und in Genehmigung seines Abschiedsgesuches mit der gesetzlichen Pension zur Disposition gestellt. Anlässlich seiner Verabschiedung erhielt Linde den Verdienstorden der Preußischen Krone. Er war außerdem Inhaber des Großkreuzes des Roten Adlerordens sowie des Kronenordens I. Klasse.
Während des Ersten Weltkriegs wurde Linde als z.D.-Offizier wiederverwendet und fungierte von 2. August 1914 bis zum 28. November 1916 als Kommandierender General des Stellvertretenden Generalkommandos des X. Armee-Korps in Hannover.

### Familie
Linde hatte sich am 10. Oktober 1878 in Berlin mit Wally Anderssen (1858–1908) verheiratet. Aus der Ehe gingen folgende Kinder hervor:
- Edith (* 1879)
- Joachim (* 1881), preußischer Rittmeister der Reserve ⚭ Margarete von Krosigk (* 1889)
- Harald (* 1883), Hauptmann der Schutztruppe für Deutsch-Ostafrika
- Armgard (* 1885)
- Wolfgang (* 1887), preußischer Hauptmann im Kurhessischen Jäger-Bataillon Nr. 11
- Gerda (* 1893) ⚭ Hermann von Eschwege, preußischer Hauptmann im Braunschweigischen Infanterie-Regiment Nr. 92
- Knut (1894–1914), gefallen als preußischer Leutnant im Füsilier-Regiment „General-Feldmarschall Graf Blumenthal“ (Magdeburgisches) Nr. 36